# Sójkowa
Sójkowa – wieś w Polsce położona w województwie podkarpackim, w powiecie niżańskim, w gminie Jeżowe.
Wzmiankowana w 1710.
W latach 1975–1998 miejscowość administracyjnie należała do województwa tarnobrzeskiego.